# Mehmet Oz

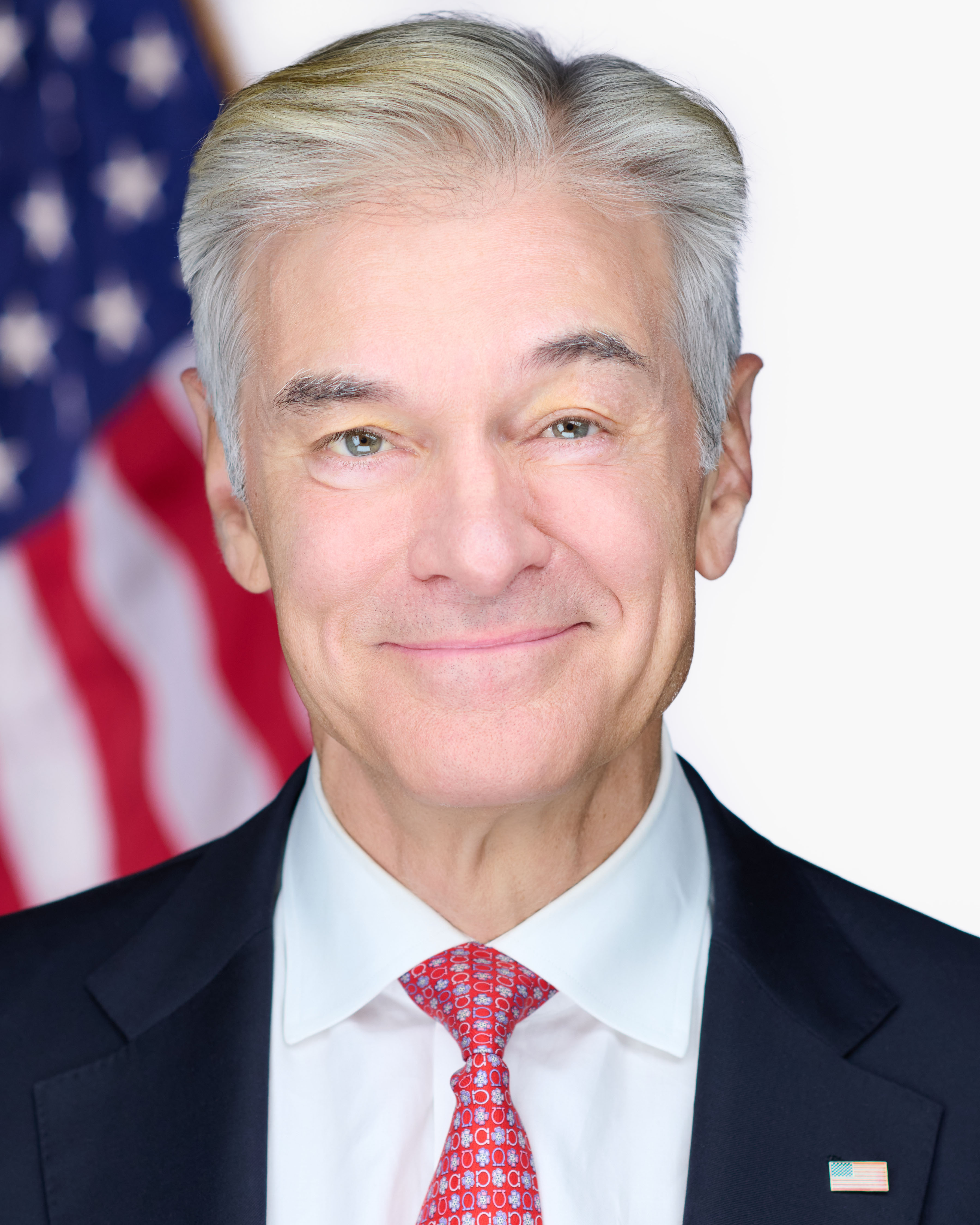
Mehmet Oz (offizielles Porträtfoto, 2025)

Mehmet Cengiz Oz (* 11. Juni 1960 in Cleveland, Ohio; türkisch Mehmet Cengiz Öz) ist ein türkischstämmiger US-amerikanischer Kardiologe und Fernsehmoderator. Anfänglich erlangte Oz in der Oprah Winfrey Show als Gesundheitsexperte landesweite Bekanntheit. 2009 wurde er Moderator der Dr. Oz Show, einer pseudowissenschaftlichen Infotainment-Sendung über die Themen Gesundheit und Ernährung, die sich vornehmlich an Frauen im mittleren Alter wandte.
Im November 2021 gab Oz bekannt, als Senator für den Bundesstaat Pennsylvania auf Seiten der Republikaner bei der Wahl im November 2022 antreten zu wollen. Infolgedessen wurde die Produktion seiner Show eingestellt. Oz konnte zwar die Vorwahlen in seiner Partei, jedoch nicht den Senatssitz gewinnen. Dieser ging an den Kandidaten der Demokratischen Partei, John Fetterman. Donald Trump nominierte Oz im November 2024 als Administrator des Centers for Medicare and Medicaid Services in seiner zweiten Amtszeit. Dieses Amt trat er am 7. April 2025 an.

## Leben

### Herkunft und akademische Laufbahn
Oz wurde 1960 als Kind von Suna und Mustafa Öz in Cleveland geboren. Seine Eltern stammen aus Konya, einer türkischen Stadt in Zentralanatolien, und wanderten im Jahre 1955 in die Vereinigten Staaten aus.
Nach seinem High-School-Abschluss an der Tower Hill School in Wilmington, Delaware, erwarb er 1982 seinen Bachelor-Abschluss in Biologie an der Harvard University und im Jahr 1986 den amerikanischen Doctor of Medicine (MD) sowie den Master in Business Administration (MBA) an der University of Pennsylvania, School of Medicine und an der Penn’s Wharton School. Er feierte einige sportliche Erfolge im Hochschulsport, insbesondere im American Football und Wasserball. In der Zwischenzeit diente Oz Anfang der 1980er als Wehrpflichtiger für sechzig Tage in den türkischen Streitkräften.
Im Jahr 2001 übernahm Oz einen Lehrstuhl der Fakultät für Chirurgie an der Columbia University in New York. Am 3. April bestätigte der Senat Oz mit 53 zu 45 Stimmen als CMS-Administrator.

### Wirken im Fernsehen
Zunächst war Mehmet Oz als Nebenfigur in der Oprah Winfrey Show tätig und erschien fünf Jahre lang als Gesundheitsexperte an der Seite Winfreys. 2009 begann Oz, mithilfe von Sony Pictures Television, seine eigene Show namens Dr. Oz Show für das amerikanische Fernsehen zu produzieren.
Da bestimmte, nicht wissenschaftlich nachgewiesene Wirkungen der von Oz vorgestellten Produkte von ihm als reale Erkenntnisse bezeichnet wurden, wird seine Show als pseudowissenschaftlich kritisiert. Insbesondere war dies im Bereich der Gewichtsreduktion der Fall, da Oz hier teilweise auch eigene Produkte vertreibt. Wegen des Charakters seiner Sendung wurde Dr. Oz vor das Verbraucherschutzkomitee des US-Senats zur Anhörung geladen.

„I actually do personally believe in the items I talk about in the show. I passionately study them. I recognize that often times they don’t have the scientific muster to present as fact.“

„Genau genommen glaube ich persönlich an die Produkte, die ich in meiner Sendung bespreche. Ich studiere sie leidenschaftlich. Ich gebe zu, sie haben oft nicht den wissenschaftlichen Nachweis zur Darstellung als Tatsache.“

Wegen des pseudowissenschaftlichen Charakters seiner Sendung haben 2015 zehn renommierte Ärzte aus den Vereinigten Staaten die Professur von Öz an der Columbia University in Frage gestellt. Ebenso unterschrieben mehr als 1.300 Ärzte einen Brief an die Universität in gleicher Sache. Öz wurde deshalb dreimal der Negativpreis Pigasus Award verliehen.
Im April 2020 geriet er in die Kritik, weil er in einem Interview auf Fox News eine Mortalitätsrate von 2 bis 3 % bei der Wiedereröffnung von Schulen während der COVID-19-Pandemie für vertretbar hielt. Er warb auch für das Malariamittel Hydroxychloroquin als „Coronaheilmittel“. Neben der Werbung im Fernsehen setzte er sich für dieses Medikament gegenüber Regierungsvertretern der Trump-Administration wie Jared Kushner und Deborah Birx ein. Im Rahmen von Offenlegungspflichten als Senatskandidat wurde bekannt, dass Mehmet Oz und seine Ehefrau Beteiligungen an zwei Anbietern von Hydroxychloroquin hielten.

### Politik

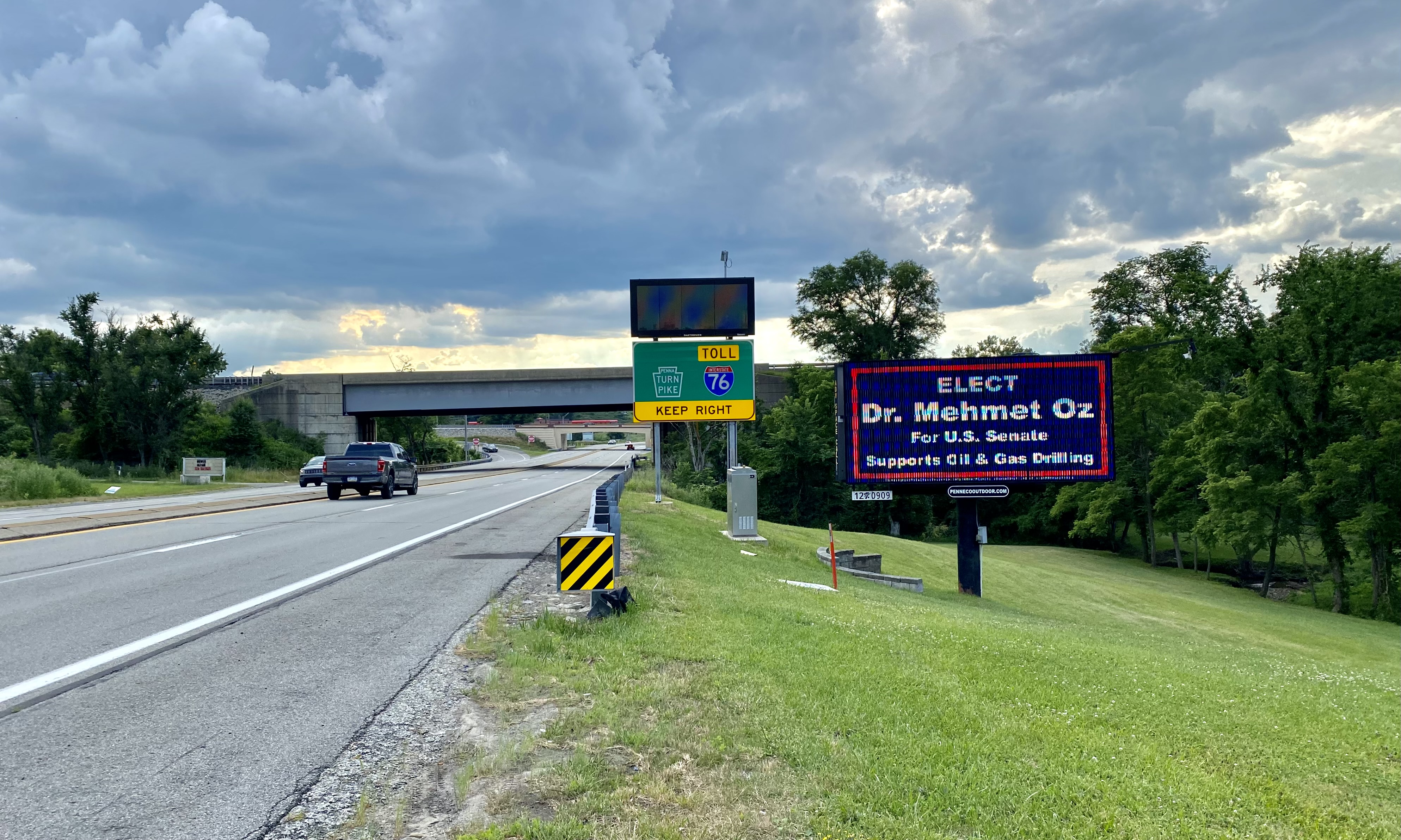
Wahlkampfschild für Mehmet Oz.

Am 31. Oktober 2021 gab Oz seine Kandidatur für einen der beiden US-Senatssitze des Bundesstaats Pennsylvania bei der Wahl zum Senat der Vereinigten Staaten 2022 bekannt. Seinen Lebensmittelpunkt hat er jedoch in Bergen County im Bundesstaat New Jersey.
Oz beschreibt sich selbst als moderaten Republikaner, der Arnold Schwarzenegger als eine „politische Inspiration“ betrachtet. Innerhalb der republikanischen Partei hatte er zu Beginn seines Wahlkampfes Probleme, Unterstützung von Parteiaktivisten zu erlangen, da er sich für bestimmte Beschränkungen für Waffen ausgesprochen hatte und Werbung für Obamacare gemacht hatte. Bezüglich einer Krankenversicherung korrigierte Oz sich nach Beginn seiner Kampagne, dass er Obamacare als Schritt in die falsche Richtung ansehe. Bezüglich des Rechts, Waffen zu tragen, erklärte sein Co-Autor entsprechender Kolumnen, Michael Roizen, dass diese allein von ihm und nicht von Oz verfasst seien. Oz stellte sich als Unterstützer des Zweiten Verfassungszusatzes und Befürworter des Rechts, Waffen zu tragen, dar. Auch bezüglich der Erdölfördertechnik des Frackings sagte sein Wahlkampfteam, dass Kolumnen, die vor den Gesundheitsgefahren der Technik warnten, nicht aus seiner Feder stammen würden. Oz forderte als Wahlkämpfer ungehindertes Fracking. Bezüglich der Maßnahmen während der COVID-19-Pandemie in den Vereinigten Staaten kritisierte er einen Maskenzwang in Schulen und behauptete, Richtlinien der CDC seien nicht von der Wissenschaft gestützt. Es gebe eine Tyrannei von Corona-Maßnahmen. In einem Wahlwerbespot griff Mehmet Oz den Berater des US-Präsidenten Anthony Fauci persönlich an und behauptete, dass er COVID-19 falsch verstehen würde. Wahlwerbespots von Oz’ republikanischen Konkurrenten stellten ihn als „Hollywood Liberal“ und als „RINO“ dar.
Im Laufe des Wahlkampfes zu den republikanischen Vorwahlen warf sein Mitbewerber David H. McCormick ihm vor, eine doppelte Staatsbürgerschaft zu haben, weshalb Loyalitätszweifel bestünden. Oz versprach im März 2022, im Falle seiner Wahl seine türkische Staatsbürgerschaft aufzugeben. Im Mai 2022 wurde bekannt, dass er trotz der Behauptung, nie in türkischer Politik involviert gewesen zu sein, bei der Präsidentschaftswahl in der Türkei 2018 seine Stimme abgegeben hatte. Vertreter der armenischen Amerikaner sprachen sich gegen Oz wegen dessen fehlender Bekenntnisses, den Völkermord an den Armeniern als historisches Ereignis anzusehen. Im April sprach der ehemalige US-Präsident Donald Trump eine Wahlempfehlung für Mehmet Oz aus.
In der auf ABC 27 am 25. April 2022 ausgestrahlten Debatte der republikanischen Vorwahl-Kandidaten verteidigte sich Oz gegen seinen Hauptkonkurrenten David McCormick vor allem damit, dass er die Unterstützung Trumps habe. McCormick versuchte Oz nachzuweisen, dass er in allen für Republikanern wichtigen Fragen seine Meinungen stetig ändere. In einer zweiten Debatte in Grove City, die am 4. Mai 2022 auf Newsmax ausgestrahlt und von Greta Van Susteren moderiert wurde, musste sich Oz wegen seiner vergangenen Positionen zu Abtreibungen gegen alle Kandidaten verteidigen. Wie in der Debatte zuvor stützte er sich auf Trumps Unterstützung. Am 6. Mai 2022 hielten Trump und Oz eine gemeinsame Wahlkampfveranstaltung ab. Trump hob Oz’ Erfolge im Fernsehen hervor und betonte seine Unterstützung für Oz. Im Laufe der Veranstaltung in Greensburg (Pennsylvania) buhten Trump-Anhänger diesen bei der Nennung von Oz’ Namen und kehrten ihm teilweise den Rücken zu. Bezüglich der sogenannten Big Lie erklärte Oz, dass man nicht über die Wahl 2020 hinweggehen könne, sie müsse untersucht werden. Am 6. August 2022 äußerte Oz, dass er für die Zertifizierung der Wahl Bidens gestimmt hätte.
Die Vorwahl ergab zwischen Mehmet Oz und David McCormick ein sehr knappes Ergebnis. Während Oz mit etwa 900 Stimmen führte und die für derartig knappe Ausgänge in Pennsylvania vorgeschriebene Nachzählung begann, erklärte sich Oz am 27. Mai 2022 zum vorläufigen republikanischen Kandidaten. Am 3. Juni 2022 räumte McCormick seine Niederlage in der Vorwahl trotz fortlaufender Nachzählung ein und rief zur Einigkeit gegen den demokratischen Kandidaten John Fetterman auf. Oz unterlag Fetterman mit 47 zu 51 % der Stimmen, der so den Senatssitz für seine Partei gewinnen konnte.
Am 19. November 2024 wurde Oz von Donald Trump als Leiter der Centers for Medicare and Medicaid Services nominiert und am 18. April 2025 in das Amt eingeschworen.